# Gare de Beaucaire
Gare de Beaucaire – stacja kolejowa w Beaucaire, w departamencie Gard, w regionie Oksytania, we Francji.
Pierwsza stacja Beaucaire została otwarta w 1839 przez Compagnie des Mines de la Grand’Combe et des chemins de fer du Gard. Obecnie należy do Société nationale des chemins de fer français (SNCF) i jest obsługiwana przez pociągi TER Languedoc-Roussillon.